# 努比伯 (加利福尼亞州)
努比伯（英語：Nubieber）是位於美國加利福尼亞州拉森縣的一個人口普查指定地區。

## 地理
努比伯的座標為41°05′45″N 121°10′59″W / 41.09583°N 121.18306°W，而該地最高點為海拔高度1256米（即4121英尺）。

## 人口
根據2010年美國人口普查的數據，努比伯的面積為1.958平方千米，當中陸地面積為1.939平方千米，而水域面積為0.019平方千米。當地共有人口50人，而人口密度為每平方千米25人。